# Mistrzostwa Europy w Lekkoatletyce 1986 – bieg na 100 m mężczyzn

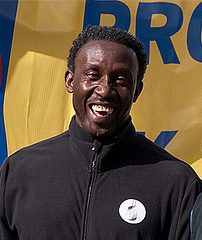
Linford Christie

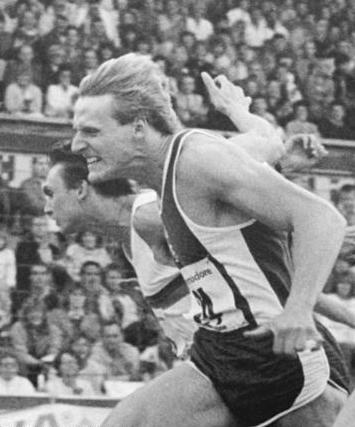
Steffen Bringmann

Bieg na dystansie 100 metrów mężczyzn był jedną z konkurencji rozgrywanych podczas XIV mistrzostw Europy w Stuttgarcie. Biegi eliminacyjne zostały rozegrane 26 sierpnia, a biegi półfinałowe i bieg finałowy 27 sierpnia 1986 roku. Zwycięzcą tej konkurencji został reprezentant Wielkiej Brytanii Linford Christie. W rywalizacji wzięło udział trzydziestu trzech zawodników z osiemnastu reprezentacji.

## Rekordy
| Rekord świata     | Calvin Smith (USA)   | 9,93  | Colorado Springs, Stany Zjednoczone | 03.07.1983 |
| Rekord Europy     | Marian Woronin (POL) | 10,00 | Warszawa, Polska                    | 09.04.1984 |
| Rekord mistrzostw | Pietro Mennea (ITA)  | 10,19 | Praga, Czechosłowacja               | 29.08.1978 |

## Wyniki

### Eliminacje
Rozegrano pięć biegów eliminacyjnych. Do półfinałów awansowało po trzech najlepszych zawodników każdego biegu eliminacyjnego (Q) oraz jeden spośród pozostałych z najlepszym czasem (q).
Bieg 1
| Miejsce | Zawodnik          | Czas  | Uwagi |
| ------- | ----------------- | ----- | ----- |
| 1       | Allan Wells       | 10,32 | Q     |
| 2       | Antoine Richard   | 10,38 | Q     |
| 3       | Christian Haas    | 10,38 | Q     |
| 4       | Władimir Murawjow | 10,39 | q     |
| 5       | Einar Sagli       | 10,65 |       |
| 6       | Luís Cunha        | 10,74 |       |
| 7       | Aris Cefai        | 11,56 |       |

Bieg 2
| Miejsce | Zawodnik          | Czas  | Uwagi |
| ------- | ----------------- | ----- | ----- |
| 1       | Steffen Bringmann | 10,34 | Q     |
| 2       | Nikołaj Juszmanow | 10,38 | Q     |
| 3       | Andreas Berger    | 10,50 | Q     |
| 4       | Antonio Ullo      | 10,54 |       |
| 5       | István Tatár      | 10,60 |       |
| 6       | Pedro Agostinho   | 10,75 |       |

Bieg 3
| Miejsce | Zawodnik          | Czas  | Uwagi |
| ------- | ----------------- | ----- | ----- |
| 1       | Attila Kovács     | 10,32 | Q     |
| 2       | Thomas Schröder   | 10,33 | Q     |
| 3       | Jürgen Evers      | 10,36 | Q     |
| 4       | Gilles Quénéhervé | 10,56 |       |
| 5       | Lars Pedersen     | 10,85 |       |
| –       | Marian Woronin    | DNF   |       |

Bieg 4
| Miejsce | Zawodnik             | Czas  | Uwagi |
| ------- | -------------------- | ----- | ----- |
| 1       | Wiktor Bryzhin       | 10,35 | Q     |
| 2       | José Javier Arqués   | 10,44 | Q     |
| 3       | Mike McFarlane       | 10,48 | Q     |
| 4       | Matthias Schlicht    | 10,56 |       |
| 5       | Christian Mark       | 10,66 |       |
| 6       | Odd-Erik Kristiansen | 10,80 |       |
| 7       | Phil Snoddy          | 10,88 |       |

Bieg 5
| Miejsce | Zawodnik          | Czas  | Uwagi |
| ------- | ----------------- | ----- | ----- |
| 1       | Linford Christie  | 10,25 | Q     |
| 2       | Bruno Marie-Rose  | 10,29 | Q     |
| 3       | Ronald Desruelles | 10,41 | Q     |
| 4       | Kosmas Stratos    | 10,57 |       |
| 5       | Arnaldo Abrantes  | 10,61 |       |
| 6       | Morten Kjems      | 10,78 |       |
| 7       | Markus Büchel     | 11,03 |       |

### Półfinały
Rozegrano dwa półfinały. Do finału awansowało po czterech najlepszych zawodników każdego biegu półfinałowego. Ponieważ dwóch zawodników w drugim półfinale przybiegło na 4. miejscu i nie udało się ustalić ich kolejności, obaj zostali zakwalifikowani do finału (Q).
Półfinał 1
| Miejsce | Zawodnik          | Czas  | Uwagi |
| ------- | ----------------- | ----- | ----- |
| 1       | Steffen Bringmann | 10,16 | Q,    |
| 2       | Bruno Marie-Rose  | 10,18 | Q     |
| 3       | Allan Wells       | 10,22 | Q     |
| 4       | Wiktor Bryzhin    | 10,23 | Q     |
| 5       | Christian Haas    | 10,27 |       |
| 6       | Władimir Murawjow | 10,31 |       |
| 7       | Ronald Desruelles | 10,43 |       |
| 8       | Andreas Berger    | 10,45 |       |

Półfinał 2
| Miejsce | Zawodnik           | Czas    | Uwagi |
| ------- | ------------------ | ------- | ----- |
| 1       | Linford Christie   | 10,19 w | Q     |
| 2       | Attila Kovács      | 10,26 w | Q     |
| 3       | Thomas Schröder    | 10,28 w | Q     |
| 4       | Antoine Richard    | 10,29 w | Q     |
| 4       | Mike McFarlane     | 10,29 w | Q     |
| 6       | Jürgen Evers       | 10,33 w |       |
| 7       | Nikołaj Juszmanow  | 10,49 w |       |
| 8       | José Javier Arqués | 10,54 w |       |

### Finał
| Miejsce | Zawodnik          | Czas  | Uwagi |
| ------- | ----------------- | ----- | ----- |
| 1       | Linford Christie  | 10,15 | CR    |
| 2       | Steffen Bringmann | 10,20 |       |
| 3       | Bruno Marie-Rose  | 10,21 |       |
| 4       | Thomas Schröder   | 10,24 |       |
| 5       | Allan Wells       | 10,25 |       |
| 6       | Mike McFarlane    | 10,29 |       |
| 7       | Attila Kovács     | 10,31 |       |
| 8       | Antoine Richard   | 10,34 |       |
| 9       | Wiktor Bryzhin    | 10,38 |       |